# Janick Schwendener
Janick Schwendener (* 30. Juni 1992 in Chur) ist ein Schweizer Eishockeytorhüter mit deutscher Staatsbürgerschaft, der seit Mai 2021 bei den Dresdner Eislöwen aus der DEL2 unter Vertrag steht. Zuvor war Schwendener – mit der Ausnahme eines kurzen Gastspiels bei den Iserlohn Roosters in der Deutschen Eishockey Liga (DEL) – hauptsächlich in den ersten beiden Ligen der Schweiz aktiv. Dort feierte er im Jahr 2016 mit dem SC Bern den Gewinn der Schweizer Meisterschaft.

## Karriere

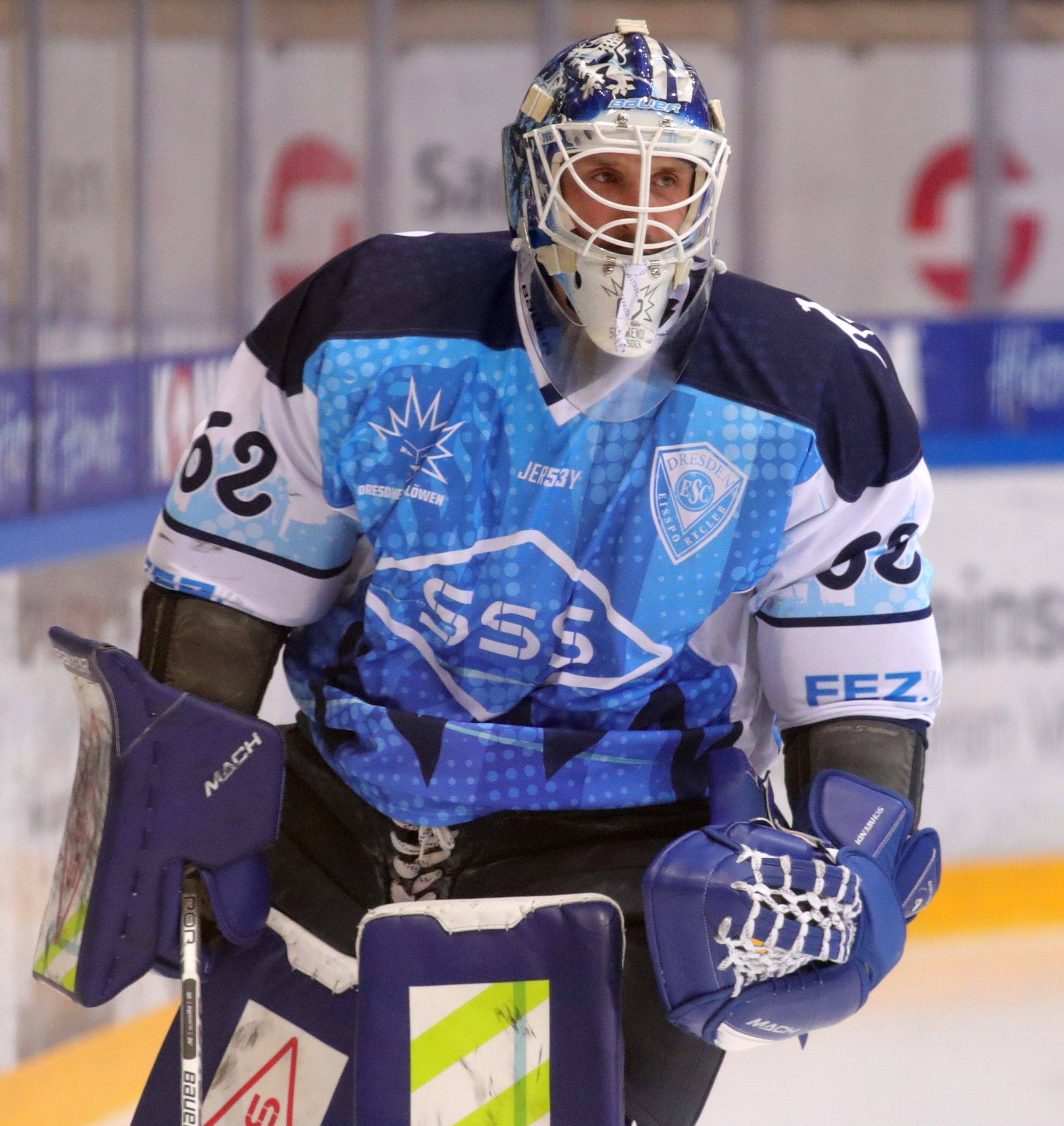
Schwendener im Trikot der Dresdner Eislöwen (2023)

Janick Schwendener wuchs in der Nähe von Davos auf und begann mit dem Eishockeysport beim HC Davos. Bei diesem durchlief er die Nachwuchsmannschaften über die U17- bis hin zur U20-Mannschaft. Im Jahr 2007 gewann er mit dem HCD die Schweizer U17-Meisterschaft (Elite-Novizen). Während der Saison 2011/12 kam er zu seinem ersten Einsatz in der National League A (NLA) für den HCD, nachdem er in den Jahren zuvor oft als Back-up den jeweiligen Stammtorhüter des Klubs unterstützt hatte. In den folgenden beiden Spielzeiten erhielt er drei respektive sieben Einsätze im Profiteam, so dass er vor der Spielzeit 2014/15 an Hockey Thurgau aus der National League B (NLB) ausgeliehen wurde. Im November 2014 wurde er an den Genève-Servette HC ausgeliehen, nachdem dieser von gehäuften Verletzungen seiner Torhüter betroffen war. Mit dem Klub gewann er am Jahresende 88. Auflage des prestigeträchtigen Spengler Cups. Nach diesem Erfolg lief seine Leihe aus, und er wurde vom HCD an die Kloten Flyers ausgeliehen.
Zur Saison 2015/16 wurde Schwendener vom SC Bern verpflichtet und gewann mit diesem am Saisonende den Schweizer Meistertitel. Dabei teilte er sich den Posten im Tor mit Jakub Štěpánek und Marco Bührer, die allesamt auf annähernd 20 Ligaeinsätze kamen. Nach diesem Erfolg verliess er den Schlittschuhclub und wurde von den SC Rapperswil-Jona Lakers aus der zweitklassigen NLB verpflichtet. Im Januar 2017 wurde er zunächst an den HC Thurgau ausgeliehen und erhielt wenige Wochen später einen Zweijahresvertrag dort. In den folgenden Jahren gehörte Schwendener zu den besten Torhütern der zweiten Schweizer Spielklasse, musste den Klub aber nach der Saison 2019/20 verlassen.
Anschliessend spielte der Schweizer für die Iserlohn Roosters in der Deutschen Eishockey Liga (DEL), kam jedoch nur zu wenigen Einsätzen hinter Stammtorhüter Andreas Jenike. Daher entschloss er sich im Sommer 2021 zu einem Wechsel zu den Dresdner Eislöwen aus der DEL2. Am Ende seiner ersten Spielzeit beim deutschen Zweitligisten wurde er im Frühjahr 2022 als Torhüter des Jahres der DEL2 ausgezeichnet. Im Frühjahr 2025 gelang ihm mit den Eislöwen der Gewinn der Meisterschaft der DEL2, der gleichbedeutend mit dem Aufstieg in die DEL war.

## Erfolge und Auszeichnungen
| - 2007 Schweizer U17-Meister mit dem HC Davos - 2014 Spengler-Cup-Gewinn mit dem Genève-Servette HC - 2016 Schweizer Meister mit dem SC Bern | - 2022 DEL2-Torhüter des Jahres - 2025 DEL2-Meister und Aufstieg in die DEL mit den Dresdner Eislöwen |

## Karrierestatistik

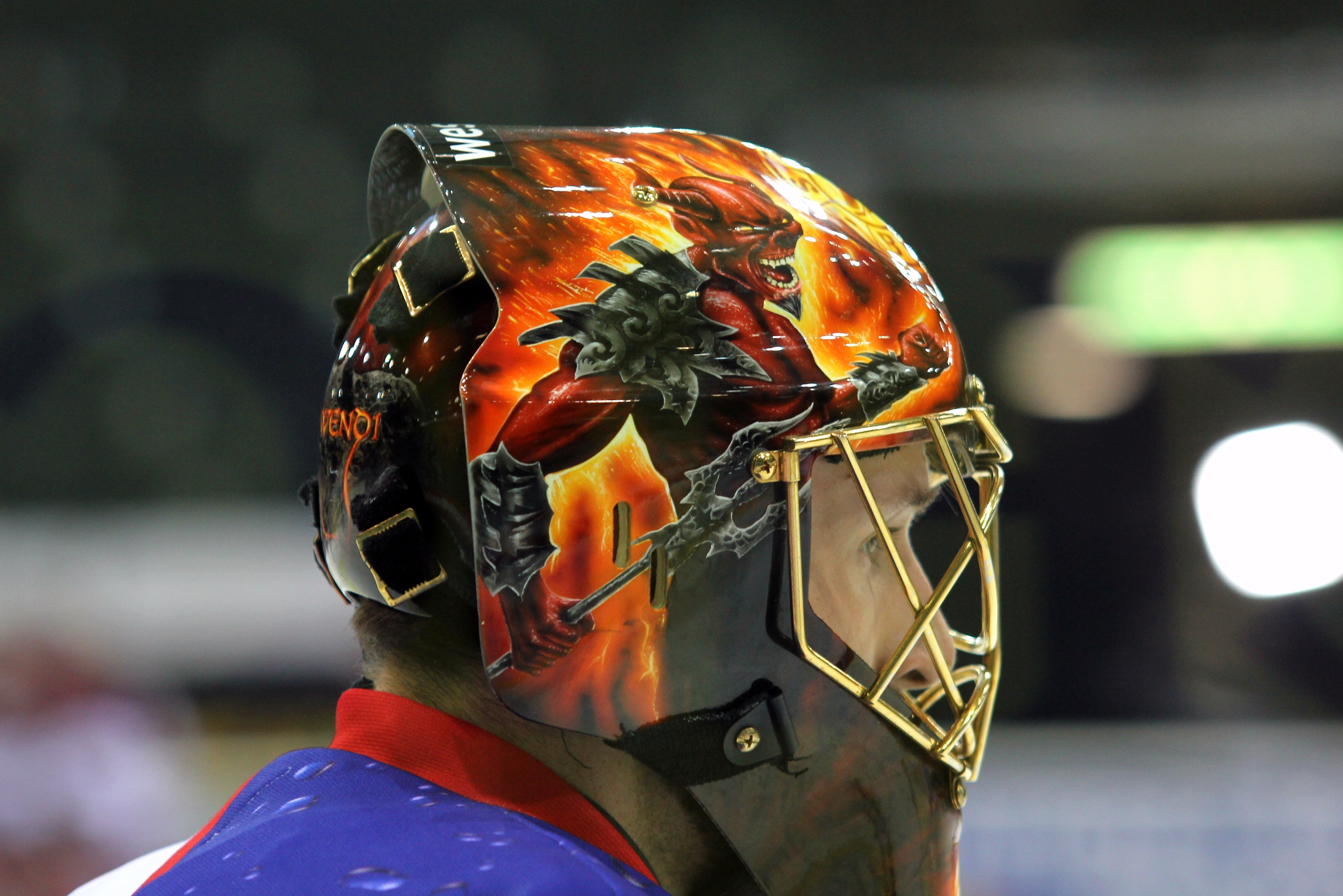
Schwendeners Torhütermaske während seiner Zeit beim SC Bern (2016)

Stand: Ende der Saison 2024/25
(Legende zur Torhüterstatistik: GP oder Sp = Spiele insgesamt; W oder S = Siege; L oder N = Niederlagen; T oder U oder OT = Unentschieden oder Overtime- bzw. Shootout-Niederlage; Min. = Minuten; SOG oder SaT = Schüsse aufs Tor; GA oder GT = Gegentore; SO = Shutouts; GAA oder GTS = Gegentorschnitt; Sv% oder SVS% = Fangquote; EN = Empty Net Goal; 1 Play-downs/Relegation; Kursiv: Statistik nicht vollständig)